# Gräsgårds distrikt
Gräsgårds distrikt är ett distrikt i Mörbylånga kommun och Kalmar län på södra Öland. 
Distriktet ligger på Ölands sydligaste del. 

## Tidigare administrativ tillhörighet
Distriktet inrättades 2016 och utgörs av socknen Gräsgård i Mörbylånga kommun.
Området motsvarar den omfattning Gräsgårds församling hade vid årsskiftet 1999/2000.